# Pala (rubac)
Pala (lat. palla - ogrtač, gornja haljina, pokrivač) je katolički liturgijski predmet. To je rubac bijele boje, od lana. Ukrućen je škrobom. Njime se pokriva kalež. Nije isto što i jednostruka oltarna slika, koja također nosi ime pala). Simbol koji predstavlja ovaj rubac u svezi je s Kristovim polaganjem i ogrtačima (palla) kojima je prekriveno njegovo tijelo.